# Новая точка
Новая точка (каз. Новая точка) — село в Теректинском районе Западно-Казахстанской области Казахстана. Входит в состав Анкатинского сельского округа. Код КАТО — 276239500.

## Население
В 1999 году население села составляло 160 человек (82 мужчины и 78 женщин). По данным переписи 2009 года, в селе проживали 62 человека (35 мужчин и 27 женщин).